# Hymenobelba coarctata
Hymenobelba coarctata är en kvalsterart som beskrevs av Balogh och Sandór Mahunka 1966. Hymenobelba coarctata ingår i släktet Hymenobelba och familjen Ameridae. Inga underarter finns listade i Catalogue of Life.